# Henri Forneron
 (juin 2021).
Pour les articles homonymes, voir Forneron.
Henri Lazare Léopold Forneron (Troyes, 10 novembre 1834 - Paris, 26 mars 1886,) est un historien français.

## Biographie
Fils de Bernard Jean-Baptiste Forneron, Henri Forneron est également homme de lettres et inspecteur de finances, il est inspecteur des services financiers à la compagnie des mines d'Anzin.

## Prix et distinctions
- 1878 et 1882 : Prix Thérouanne de l'Académie française.

## Ouvrages
- Histoire des débats politiques du Parlement anglais, depuis la Révolution de 1688, 1871.
- Les Ducs de Guise et leur époque, 1877.
- Révision du procès d'Anne Boleyn, 1879.
- Histoire de Philippe II, 1881.
- Histoire générale des émigrés pendant la Révolution française, 1884.